# Christophe Martin (football)
Pour les articles homonymes, voir Christophe Martin (homonymie) et Martin.
Christophe Martin, né le 21 février 1975 à Tournai en Belgique, est un footballeur et entraîneur belge qui joue au poste de gardien de but.

## Palmarès
- Finaliste de la Coupe de Belgique de football 2005-2006 avec le Royal Excelsior Mouscron.